# Sonata per a violí núm. 1 (Enescu)
La Sonata per a violí i piano núm. 1  en re major, op. 2, és una sonata per a violí de George Enescu. Es va estrenar al Théâtre Nouveau de París el 17 de febrer de 1898 amb Alfred Cortot al piano. El va dedicar a Joseph Hellmesberger, un dels seus primers mestres a Viena.

## Origen i context
Composta el 1887, Enescu encara no havia fet setze anys quan va acabar aquesta primera obra rellevant per al seu instrument preferit. La Primera Sonata per a violí es va estrenar només onze dies després de l’estrena triomfal del Poème roumain. Malgrat que també va ser acollida amb calidesa pel públic i els crítics, no va suscitar el mateix fervor que la seva predecessora. Les crítiques en van lloar el lirisme i la riquesa harmònica, però alhora hi van veure certs rastres d’immaduresa i una influència clara de Brahms, Schumann i Franck.

## Música
La Sonata per a piano i violí núm. 1 d'Enescu segueix una estructura clàssica de tres moviments, sense scherzo, amb un caràcter seriós i solemne. El primer moviment és una forma sonata de doble tema, mentre que el segon, més original, introdueix un tema nostàlgic (dor, en romanès) i desenvolupa motius de manera orgànica, un mètode que Enescu usarà sovint. La sonata acaba amb un Allegro construït a partir d’un motiu anterior. Enescu titulà les seves sonates prioritzant el piano, indicant que el violí no hauria de ser virtuós sinó integrat dins l’equilibri de cambra.

## Estructura
La sonata consta de tres moviments:
1. Allegro vivo
2. Quasi adagio
3. Allegro

Té una durada aproximada de 24 minuts.